# PDP-4

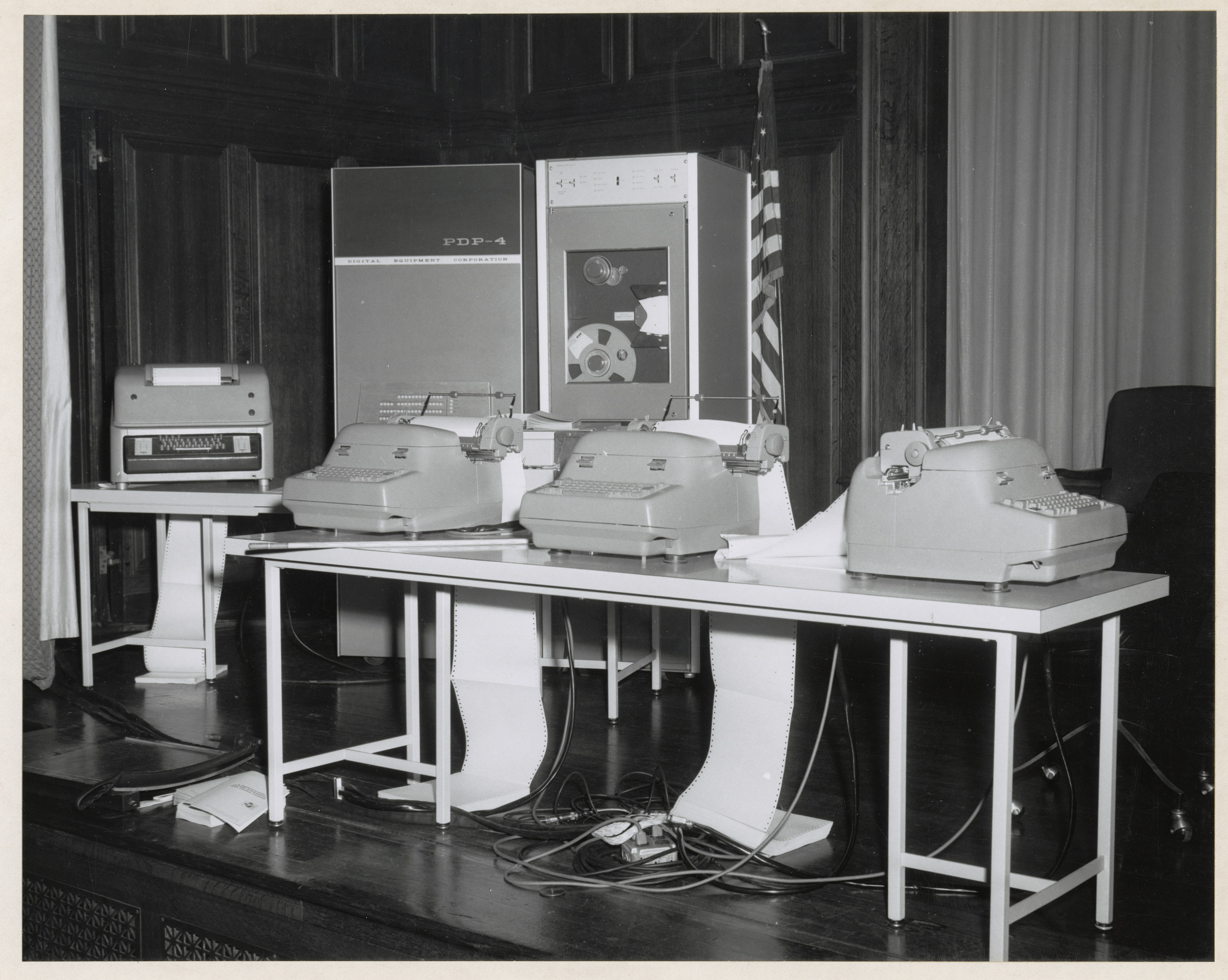
Ausstellung einer DEC PDP-4 auf der Bühne des Auditoriums des National Archives, 2. März 1964.

Der PDP-4 ist ein Minirechner und war der Nachfolger der PDP-1, der von der Firma Digital Equipment Corporation (DEC) produziert wurde. Er hat eine Wortbreite von 18 Bit. Er gehörte zur Produktfamilie der Programmed Data Processoren (PDP).

## Geschichte
Diese 18-Bit-Maschine, die erstmals 1962 ausgeliefert wurde,
war ein Kompromiss: Mit langsamerem Speicher und anderer Verpackung als die PDP-1 kostete sie 65.000 US-Dollar – weniger als die Hälfte des Preises ihres Vorgängers. Insgesamt war die Verpackung der PDP-4 entscheidend, um sicherzustellen, dass das komplexe und empfindliche Gerät sicher und funktionsfähig beim Kunden ankam, korrekt installiert wurde und sofort einsatzbereit war.
Alle späteren 18-Bit-PDP-Maschinen (PDP-7, PDP-9 und PDP-15) basieren auf einem ähnlichen, aber erweiterten Befehlssatz, der leistungsfähiger ist als der 12-Bit Befehlssatz der PDP-5, aber auf denselben Konzepten basiert.
Es wurden schätzungsweise 54 Stück verkauft.
Zusammengefasst waren die Hauptunterschiede zwischen der PDP-1 und der PDP-4 die Geschwindigkeit und Leistung, das Design und die Architektur, sowie die Marktausrichtung und der Preis. Die PDP-1 war schneller und leistungsfähiger, während die PDP-4 eine kostengünstigere, aber auch langsamere Alternative darstellte.
Ein Kunde dieser frühen PDP-Maschinen war das Atomic Energy of Canada. Die Installation in Chalk River, Ontario, umfasste einen frühen PDP-4 mit einem Anzeigesystem und einen neuen PDP-5 als Schnittstelle zur Instrumentierung und Steuerung des Forschungsreaktors.

## Hardware
Der Speicherzyklus des Systems beträgt 8 Mikrosekunden, verglichen mit 5 Mikrosekunden bei der  PDP-1.
Der PDP-4 wiegt etwa 490 kg.
Sowohl der PDP-1 als auch das PDP-4 wurden als Systeme auf Lochstreifen eingeführt.
Die einzige Verwendung, wenn überhaupt, für IBM-kompatible 200-BPI- oder 556-BPI-Magnetbänder war für Daten.
Die Verwendung von Massenspeicher-Trommeln – nicht einmal ein Megabyte groß und nicht entfernbar – war eine verfügbare Option, entsprach jedoch nicht dem Geist der „persönlichen“ oder seriell gemeinsam genutzten Systeme,
die DEC anbot. In diesem Zusammenhang führte DEC DECtape, ursprünglich „MicroTape“ genannt, sowohl für den PDP-1 als auch für den PDP-4 ein.

## Software
DEC stellte einen Editor, einen Assembler und einen FORTRAN II-Compiler zur Verfügung.
Der Assembler unterschied sich in zweierlei Hinsicht von dem des PDP-1:
- Im Gegensatz zum PDP-1 wurden Makros nicht unterstützt.
- Es war ein One-Pass-Assembler; Die Lochstreifen musste nicht zweimal gelesen werden.